# Ping da morte
O ping da morte (ping of death, em inglês) é um ataque que envolve o envio de um grande pacote de ping para uma máquina destino. Consiste em solicitações ping com um tamanho de pacote muito elevado e numa frequência também alta (milhares de vezes por segundo).
O ping da morte é um ataque de  estouro de buffer em que o emissor envia um "ping" (literalmente, um pedido de eco ICMP) com uma grande sobrecarga no sistema destino. Um ping é geralmente 64 bytes de comprimento, enquanto que um ping de da morte é tão grande quando o máximo permitido que é 65.535 bytes. O alvo é frequentemente incapaz de processar o pacote adequadamente, resultando em um estouro de buffer causando o mau funcionamento do sistema TCP/IP. É também um ataque DoS porque impede o acesso ao sistema pelos usuários.